# Kime

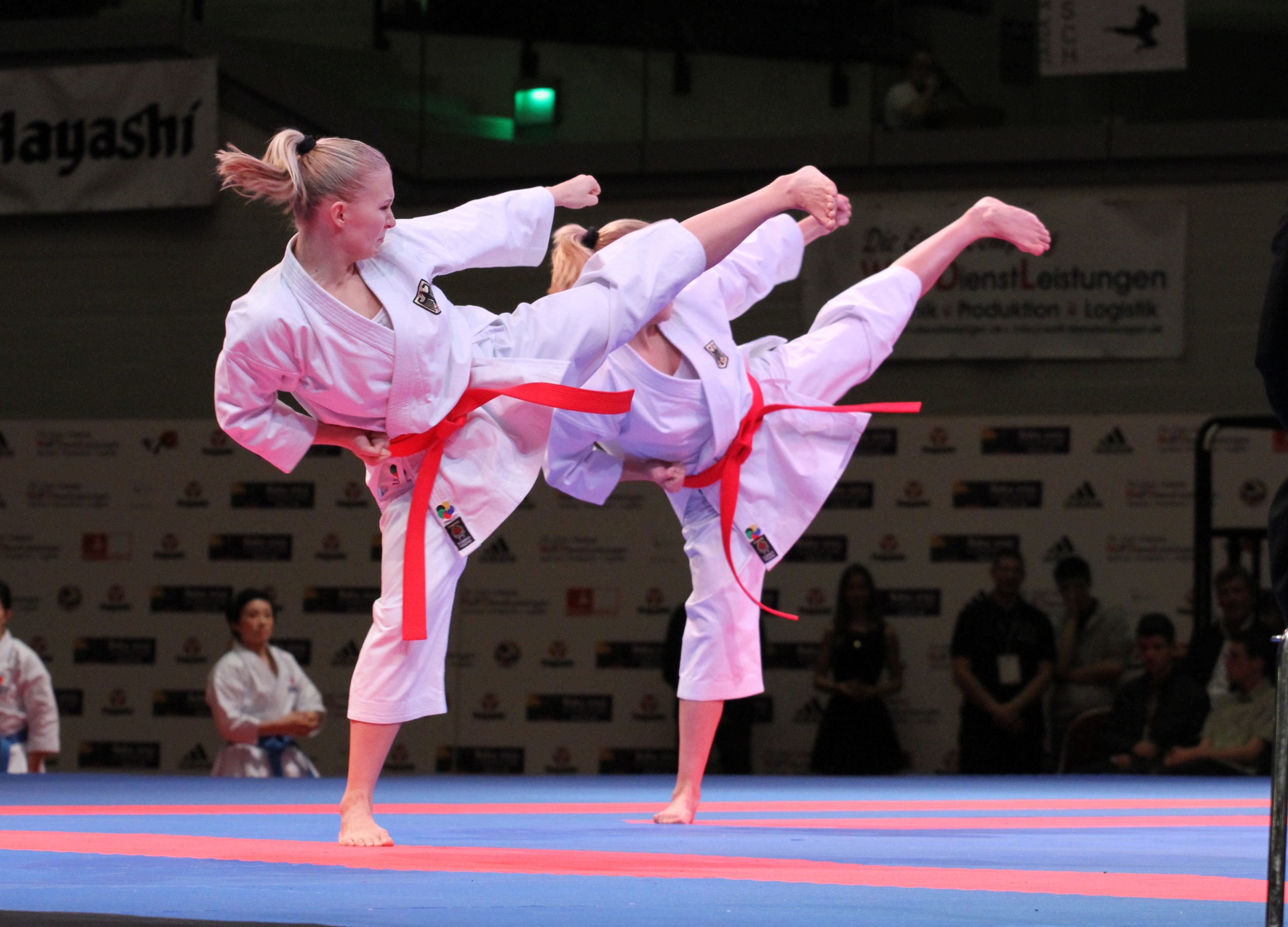
Weltmeistermannschaft 2014 – Demonstration einer perfekten Kime

Kime (japanisch 決め) bezeichnet im Karate die Energie, die in dem Moment größter Anspannung während eines Stoßes, Schlages oder Trittes übertragen wird. Alle Bewegungen des Kämpfers sollen schnell und entspannt ausgeführt werden, bis es im Moment des Treffens der Technik, im Kihon meist als Endposition dargestellt, zur Entladung der Energie kommt. Kime ist ein essentieller Bestandteil des Karate. Äußerlich erkennt man Kime am plötzlichen kontrollierten Arretieren („Einrasten“) des die Technik ausführenden Arms oder Beins wenige Zentimeter (Sun-dome) vor dem Ziel beziehungsweise im Ernstfall genau im Ziel.

## Abgrenzung zum Kiai
Der Kiai (Kampfschrei) unterstützt lediglich die Übertragung des Kime. Er wird oft nur mit der den Kampf beendenden Technik angewandt. Das Kime sollte der Kämpfer jedoch in jeder Technik einsetzen.

## Details und Lernprozess
Das richtige Kime ist gerade für Anfänger eine große Schwierigkeit, da alle Muskeln bis zum letzten Moment des Auftreffens völlig locker bleiben und damit eine sehr schnelle Bewegung ermöglichen sollen. Nur in diesem Moment des Auftreffens soll Kime, die volle Anspannung des gesamten Körpers (nicht nur der an der Technik beteiligten Gliedmaßen), zur Wirkung kommen. Sofort nach der Technik soll der Kämpfer wieder in den Zustand völliger Entspannung zurückfallen, um gegebenenfalls eine Folgetechnik schnell genug ausführen zu können. Die Fähigkeit zur zeitlichen Beschränkung der Anspannung auf diesen kurzen Moment im schnellen Wechsel mit absoluter Entspannung bedarf eines jahrelangen Trainings. Hinzu kommt, dass der Kämpfer die Gliedmaßen während des Kime nicht vollständig durchstrecken soll, um Gelenkschäden zu vermeiden. Auch dies wird im Zusammenhang mit dem richtigen Kime trainiert.
Ein häufig zu beobachtender Fehler ist das zu frühe Anspannen zum Teil auch falscher oder zu vieler Muskelgruppen, oder eine zu geringe Entspannung zwischen den Bewegungen. Aufgrund dessen haftet insbesondere dem Shōtōkan, wo ein besonderer Fokus auf starkes Kime gelegt wird, der Ruf einer gewissen Steifheit und Verkrampftheit an.

## Ziel
Die Beherrschung des Kime ermöglicht sowohl schnelle und zugleich kraftvolle Techniken, bewahrt aber gleichzeitig den Kämpfer davor, durch permanente Muskelanspannung vorzeitig zu ermüden.

## Arten des Kime
Kime-Techniken können in den Kampfkünsten auf drei Weisen ausgeführt werden:
- indem man durch Körperkraft mechanische Schockwirkungen erzeugt
- indem man durch eine weiche Kraft die destruktiven Wirkungen im Körperinneren des Gegners verbreitet
- indem man mit Punkttechniken die gegnerischen Vitalpunkte stimuliert.

Die meisten Kampfkünste/Kampfsportarten befassen sich heutzutage zumeist nur noch, wenn überhaupt, mit der ersten Methode, da diese „nach außen hin“ (für Zuschauer oder Punktrichter) am deutlichsten sichtbar zu machen ist.